# Güldal Akşit
Güldal Akşit   (Malatya, 23 de gener de 1960 - Ankara, 3 de desembre de 2021) (pronunciat [ɟyɫdaɫ ˈakʃit]) va ser una política turca i presidenta de la Comissió Parlamentaria per a la Igualtat d'Oportunitats per a Homes i Dones. Va ser escollida com a membre de la Gran Assemblea Nacional de Turquia, en representació d'Istanbul, i va ser-hi de 2002 a 2011. Va ser ministra de Cultura i Turisme al gabinet d'Abdullah Gül i al primer gabinet de Recep Tayyip Erdogan. Akşit era la cap de la branca de dones de l'AKP i estava interessada pels drets de les dones.
Es va graduar a la Universitat Hacettepe i a la Facultat de Dret de la Universitat d'Istanbul.
Akşit va morir de COVID-19 el 3 de desembre de 2021, a Ankara, enmig de la pandèmia de COVID-19 a Turquia. Tenia 61 anys.